# Bang Bros
BangBros es una red de sitios web para adultos. La red cuenta con un total de 38 sitios web, de los cuales 20 permanecen activos, mientras que 16 ya no son actualizados, siendo Assparade, el sitio más visitado. Los vídeos, de temática gonzo y diferente metraje, se filman generalmente en Miami, Florida. La primera web de la compañía fue Bang Bus.

## Problemas con la Ley
BangBros Inc fue demandada por el gobierno de los Estados Unidos en junio de 2005 por infringir la ley federal CAN-SPAM y el reglamento de información para adultos, patrocinado por la Comisión Federal de Comercio (FTC).
La compañía cometió una serie de infracciones al enviar correo electrónico comercial con material sexualmente explícito y no incluir en el título de los mismos la leyenda "sexo explícito". La compañía fue multada con 650 000 dólares, además de acordar permitir que sus operaciones sean supervisadas para asegurar que se respetará la ley en el futuro.

## Popularidad
La web reclama ser la más popular de todas las de contenido para adultos y según Alexa se encuentra en el puesto 328 del ranking de tráfico. El 22 de abril de 2008, la web contaba con alrededor de 150 millones de usuarios registrados en pago por visión. En 2007, generó una cifra de ventas de 29 millones de dólares.
BangBros cuenta con estrellas del porno que se encuentran en el mejor momento de su carrera como: Alexis Texas, Sara Jay, Gianna Michaels, Holly Halston, Memphis Monroe, Shyla Stylez, Sophie Dee, Olivia O'Lovely, Phoenix Marie, Brianna Love, Abbey Brooks, Jayden Jaymes, Caroline Pierce, Devon Lee, Sasha Grey, Amarna Miller, Mandy Muse o Jennifer White Luna Star entre otras muchas.